# Scripta Theologica
Scripta Theologica ist eine spanische akademische peer-reviewed-Zeitschrift für Theologie, die seit 1969 von der theologischen Fakultät der vom Opus Dei betriebenen Universität Navarra herausgegeben wird. Sie erscheint dreimal jährlich und veröffentlicht Originalartikel und Literaturrezensionen zur biblischen und systematischen Theologie, Patristik und Liturgie. Schriftleiter ist der Theologe César Izquierdo.